# Eleutherodactylus grandis
Espèce
Synonymes
- Tomodactylus grandis Dixon, 1957

Statut de conservation UICN

 EN  : En danger
Eleutherodactylus grandis est une espèce d'amphibiens de la famille des Eleutherodactylidae.

## Répartition
Cette espèce est endémique du District fédéral au Mexique. Elle se rencontre à El Pedregal dans les champs de lave du volcan Xitle.

## Publication originale
- Dixon, 1957 : Geographic variation and distribution of the genus Tomodactylus in Mexico. Texas Journal of Science, vol. 9, no 4, p. 379-409.